# Jared Gilman
Jared T. Raynor Gilman  (Nueva Jersey, 28 de diciembre de 1998), conocido como Jared Gilman, es un actor estadounidense famoso por su papel como Sam Shakusky en la película de Wes Anderson Moonrise Kingdom, valiéndole una nominación al Young Artist Awards en la categoría de Mejor Actuación en una Película de un Actor Principal Joven.

## Biografía
Residente de South Orange, Nueva Jersey, Gilman asistió al Chatham Day School y actualmente asiste al Newark Academy en Livingston, Nueva Jersey. Él participa en los equipos de golf y esgrima de su escuela.  Gilman tuvo su Bar Mitzvah en febrero de 2012.

## Filmografía

### Cine
| Año  | Título                                        | Papel        |
| ---- | --------------------------------------------- | ------------ |
| 2012 | Moonrise Kingdom                              | Sam Shakusky |
| 2013 | Child Star Psychologist 2 with Kiernan Shipka |              |
| 2014 | Elsa & Fred                                   | Michael      |
| 2014 | Two-Bit Waltz                                 | Bernie       |
| 2014 | The Pro                                       | Augie        |
| 2014 | No Letting Go                                 | Wes          |
| 2016 | Paterson                                      | Estudiante   |
| 2017 | Juvie                                         | Booker       |
| 2018 | The Reservoir                                 | Aaron        |
| 2018 | Rhino                                         | Cy Berger    |
| 2021 | Overlook                                      | Tyler        |
| 2022 | Angry Neighbors                               | Jack         |